# Elecciones parlamentarias de Benín de 2023
Las elecciones parlamentarias de Benín de 2023 se realizaron en el mencionado país el 8 de enero del mencionado año. Los resultados preliminares de las elecciones se anunciaron el 11 de enero.  El resultado fue una victoria para los partidos que apoyan al presidente Patrice Talon, la Unión Progresista y el Bloque Republicano, que juntos ganaron 81 de los 109 escaños.

## Trasfondo
En 2016 , Patrice Talon fue elegido presidente , y Benín era visto como un ejemplo de democracia en el continente africano. Sin embargo, las elecciones parlamentarias de 2019 provocaron una gran crisis. Solo dos partidos, que apoyaban a Talon, pudieron completar (la Unión Progresista y el Bloque Republicano), y las listas de oposición no fueron validadas después de la implementación de un código electoral más restrictivo por parte del gobierno. La oposición, la sociedad civil y ONG como Amnistía Internacional denunciaron lo que consideraron una deriva autoritaria del gobierno, dañando la reputación democrática del país. Se criticó la realización de las elecciones parlamentarias, incluido el corte del acceso a Internet y las redes sociales por parte del gobierno durante la votación, y el arresto de opositores y periodistas en los meses previos al día de las elecciones.
Como era de esperar, las elecciones vieron una baja participación, con solo el 27% de los votantes votando. La Unión Progresista obtuvo la mayoría absoluta con 47 escaños, mientras que el Bloque Republicano ganó los 36 restantes. Varias manifestaciones poselectorales generaron violencia entre policías y manifestantes, así como importantes daños materiales y al menos dos muertos. La policía y el ejército intervienen para dispersar las barricadas erigidas en varias calles de la capital Cotonú, incluso con fuego real, causando una muerte.
El diálogo político se mantuvo durante seis meses después de las elecciones y condujo a un acuerdo sobre las reglas de participación en las próximas elecciones parlamentarias, que se consagró en una revisión de la constitución. Los partidos ya no podían participar en alianzas y estaban obligados a presentar candidatos en cada circunscripción para concentrar los votos en los partidos de verdadera importancia nacional. Sin embargo, durante las elecciones municipales de mayo de 2020 , en las que participaron 546 distritos, cinco partidos tuvieron su participación validada por el CENA, en comparación con 34 listas de partidos o alianzas partidarias en las anteriores elecciones municipales de 2015. El acuerdo también llevó a que el número de diputados parlamentarios aumentara de 83 a 109, pero elegidos por un período abreviado de tres años, con el fin de celebrar juntas la próxima serie de elecciones parlamentarias y municipales en enero de 2026, seguidas de las elecciones presidenciales en abril. Este último también tendrá un vicepresidente elegido al mismo tiempo que el presidente, ambos elegidos por un período de cinco años.

## Sistema electoral
Los 109 miembros de la Asamblea Nacional (aumentados de los 83 de la elección anterior) son elegidos por representación proporcional (método del mayor resto) en 24 distritos electorales plurinominales, según los departamentos del país. Una lista de partido debe obtener un porcentaje de los votos superior al umbral electoral del 10% del voto nacional para ingresar al parlamento, mientras que el depósito requerido para que una lista parlamentaria se presente se fijó en 249 millones de francos. Las listas deben presentar al menos un candidato en todos los distritos.  Tras la revisión constitucional de 2019, el mandato de los diputados electos en esta elección se reduce de cuatro a tres años, como medida transitoria, mientras que la duración normal del mandato en las elecciones siguientes se amplía de cuatro a cinco años.  Después de esto, en enero de 2026, Benín celebrará nuevas elecciones parlamentarias y municipales combinadas con una elección presidencial y vicepresidencial (por un período de cinco años) más adelante en abril. La revisión también introduce un total de 24 escaños reservados para mujeres, uno por circunscripción, así como un límite de tres mandatos a partir de las elecciones de 2023, sin efecto retroactivo, para todos los diputados.

## Resultados
| Partido                            | Partido                                                         | Votos     | %     | Escaños | +/–         |
| ---------------------------------- | --------------------------------------------------------------- | --------- | ----- | ------- | ----------- |
|                                    | Unión Progresista para la Renovación                            | 930,714   | 37.56 | 53      | 6           |
|                                    | Bloque Republicano                                              | 724,240   | 29.23 | 28      | 8           |
|                                    | Los Demócratas                                                  | 598,560   | 24.16 | 28      | Nuevo       |
|                                    | Fuerzas Cauris para un Benín Emergente                          | 109,598   | 1.42  | 0       | Sin cambios |
|                                    | Movimiento de Elites Comprometidas por la Emancipación de Benín | 56,728    | 2.29  | 0       | Nuevo       |
|                                    | Movimiento Popular de Liberación                                | 31,638    | 1.28  | 0       | Nuevo       |
|                                    | Unión Democrática por un Nuevo Benín                            | 26,430    | 1.07  | 0       | Sin cambios |
| Votos nulos/en blanco              | Votos nulos/en blanco                                           | 80,538    | 3.15  | -       | –           |
| Total                              | Total                                                           | 2,558,446 | 100   | 109     | 26          |
| Votantes registrados/participación | Votantes registrados/participación                              | 6,600,572 | 38.76 | –       | –           |
| Fuente: Resultados oficiales       |                                                                 |           |       |         |             |

## Análisis
La elección fue ganada por los partidos progubernamentales: la Unión Progresista para la Renovación y el Bloque Republicano que obtuvieron un total combinado de 81 escaños de 109. Por lo tanto, se espera que Patrice Talon retenga el control del gobierno hasta que concluya su segundo mandato en 2026. El único otro partido, y el único partido de oposición, que cruzó el umbral electoral fue Los Demócratas del expresidente Thomas Boni Yayi.